# Vitòria
|  | Aquest article tracta sobre la ciutat basca. Vegeu-ne altres significats a «Vitória». |

Vitòria (en basc, Gasteiz; en castellà, Vitoria; oficialment, amb la forma bilingüe Vitoria-Gasteiz) és una ciutat del País Basc, capital de la comunitat autònoma d'Euskadi i del territori foral d'Àlaba. Amb una població de 251.774 habitants (2019), és la segona ciutat més gran d'Euskadi després de Bilbao.
Enclavada en un encreuament de camins, ha estat durant la història un important punt estratègic tant en l'àmbit militar com en el comercial i el cultural. Ja des de temps romans, en els quals la calçada que unia Astorga i Bordeus passava per Àlaba, aquestes terres no han deixat de ser un eix de comunicacions entre la Meseta Central i Europa. És una ciutat amb una intensa història que es manifesta en un valuós patrimoni monumental. Ostenta el títol de «molt noble i molt lleial».

## Geografia

### Ubicació
El municipi es troba al centre del territori històric d'Àlaba. La seva extensió és de 276,81 km² amb una altitud mitjana de 525 msnm.
Municipis limítrofs amb el municipi de Vitòria
| Nord-oest: Zuia           | Nord: Arratzu-Ubarrundia i Zigoitia | Nord-est: Barrundia     |
| Oest: Serralada de Badaya | Rosa dels vents                     | Est: Elburgo i Dulantzi |
| Sud-oest Iruña Oka        | Sud: Comtat de Treviño              | Sud-est: Bernedo        |

### Orografia
Vitòria està fonamentalment constituïda per una plana central compresa entre les corbes de nivell 500 i 600 metres, que —emmarcada per serres i altures— presenta un marcat caràcter compartimental, i les comunicacions naturals del qual són, cap al nord, per ports de muntanya, cap a la Vall de l'Ebre pel pas de les Conchas de Haro situat al sud-oest; i cap a l'est, pel pas encaixat entre les serres d'Urbasa i Urquilla. Envoltant l'esmentada plana central, els principals accidents orogràfics són, al sud i amb direcció est-oest, les muntanyes de Vitòria, amb altures màximes de l'ordre de 1.000 metres i la línia dels quals de cims materialitza el límit provincial d'Àlaba i el comtat de Trebiñu; a l'oest i amb adreça nord-sud, s'aixeca la Serra Badaia amb altures màximes que també oscil·len al voltant dels 1.000 m; i al nord, es presenta la serra de Gorbeia amb altures màximes de l'ordre d'1.200 metres, i la serra d'Elguea amb altures màximes semblants a les anteriors; finalment, a l'est, la plana s'estén una mica més enllà per encaixar-se definitivament entre les serres d'Urquilla i Urbasa.

### Hidrografia
El conjunt de la xarxa hidrogràfica està format per una sèrie de rius i rierols que neixen en les serres que limiten i tanquen la plana central, aboquen cap a ella, per ser drenats pel Zadorra. Aquest riu omple l'embassament d'Ullíbarri, per després entrar a Vitòria pel nord-est, envoltant la ciutat per la zona nord, per abandonar-la per l'oest, per crear un pas natural en les Petxines de Arganzón. Els seus principals afluents dins de la zona de Vitòria són els rius Santa Engracia, Mendiguren, Alegria, Avendaño i Zapardiel; que són les artèries principals de la xarxa de drenatge superficial.

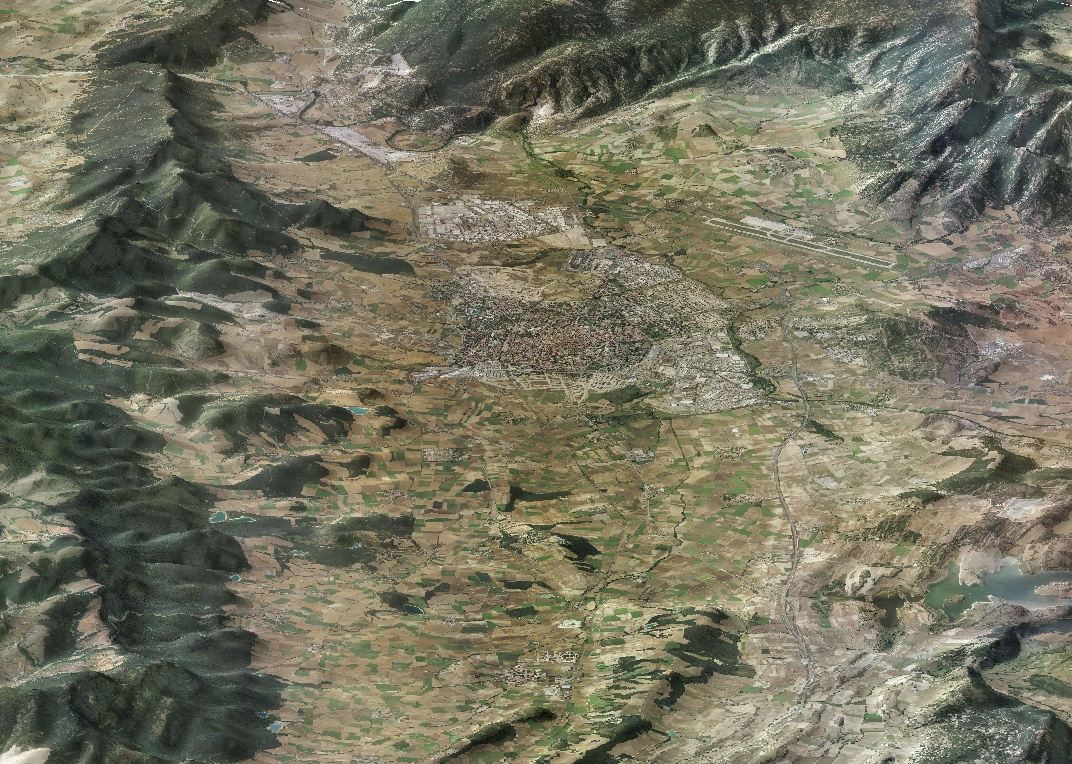
Vitòria i voltants.

### Climatologia
Les característiques del clima de Vitòria estan influenciades per la seva configuració orogràfica, de manera que les serres que la limiten pel nord, la defensen de la influència oceànica, mentre que pel sud també hi ha solució de continuïtat amb el clima continental característic de les regions centrals de la península. En resum, s'estableix un microclima d'hiverns freds i humits i estius frescos, semblant al dels erms de l'orla marginal de l'altiplà.
| Paràmetres climàtics mitjans de Vitòria              | Paràmetres climàtics mitjans de Vitòria | Paràmetres climàtics mitjans de Vitòria | Paràmetres climàtics mitjans de Vitòria | Paràmetres climàtics mitjans de Vitòria | Paràmetres climàtics mitjans de Vitòria | Paràmetres climàtics mitjans de Vitòria | Paràmetres climàtics mitjans de Vitòria | Paràmetres climàtics mitjans de Vitòria | Paràmetres climàtics mitjans de Vitòria | Paràmetres climàtics mitjans de Vitòria | Paràmetres climàtics mitjans de Vitòria | Paràmetres climàtics mitjans de Vitòria | Paràmetres climàtics mitjans de Vitòria |
| Mes                                                  | Gen.                                    | Feb.                                    | Mar.                                    | Abr.                                    | Mai.                                    | Jun.                                    | Jul.                                    | Ago.                                    | Set.                                    | Oct.                                    | Nov.                                    | Des.                                    | Anual                                   |
| ---------------------------------------------------- | --------------------------------------- | --------------------------------------- | --------------------------------------- | --------------------------------------- | --------------------------------------- | --------------------------------------- | --------------------------------------- | --------------------------------------- | --------------------------------------- | --------------------------------------- | --------------------------------------- | --------------------------------------- | --------------------------------------- |
| Temperatura diària màxima °C (°F)                    | 7,8 (46)                                | 9,5 (49,1)                              | 12,8 (55)                               | 16,0 (60,8)                             | 19,2 (66,6)                             | 23,0 (73,4)                             | 26,0 (78,8)                             | 28,2 (82,8)                             | 23,9 (75)                               | 17,7 (63,9)                             | 11,9 (53,4)                             | 8,3 (46,9)                              | 16,6 (61,9)                             |
| Temperatura diària mínima °C (°F)                    | 1,2 (34,2)                              | 1,6 (34,9)                              | 3,2 (37,8)                              | 5,0 (41)                                | 7,4 (45,3)                              | 10,5 (50,9)                             | 12,4 (54,3)                             | 12,6 (54,7)                             | 11,1 (52)                               | 8,0 (46,4)                              | 4,2 (39,6)                              | 2,3 (36,1)                              | 6,6 (43,9)                              |
| Precipitació total mm (polzades)                     | 88,8 (3,5)                              | 81,3 (3,2)                              | 68,5 (2,7)                              | 72,9 (2,9)                              | 75,6 (3)                                | 61,6 (2,4)                              | 35,0 (1,4)                              | 38,9 (1,5)                              | 58,2 (2,3)                              | 78,7 (3,1)                              | 76,2 (3)                                | 88,4 (3,5)                              | 823,4 (32,4)                            |
| Font: Ajuntament de Vitoria-Gasteiz Setembre de 2012 |                                         |                                         |                                         |                                         |                                         |                                         |                                         |                                         |                                         |                                         |                                         |                                         |                                         |

## Població
Vitòria ha triplicat la seva població en les últimes dècades. A partir dels anys 60 i 70 del segle passat, atreta pel creixement experimentat pel sector industrial, molta mà d'obra va començar a emigrar a l'urbs des de la resta d'Espanya. Actualment, el sector dels serveis continua encoratjant-hi un augment de la població.
Gràfic de població 1900-2000
| Vitòria. Gràfica de població.1900-2010          |
| ----------------------------------------------- |
|                                                 |
| Divisió menor: 10.000 habitants.                |
| Font: Institut Nacional d'Estadística d'Espanya |
| Gràfica elaborada per Wikipedia                 |

Gràfic de població 1988-2008
| Vitòria. Gràfica de població.                   |
| ----------------------------------------------- |
|                                                 |
| Divisió menor: 1.000 habitants.                 |
| Font: Institut Nacional d'Estadística d'Espanya |
| Gràfica elaborada per Wikipedia                 |

## Història

### Fundació i Edat Mitjana

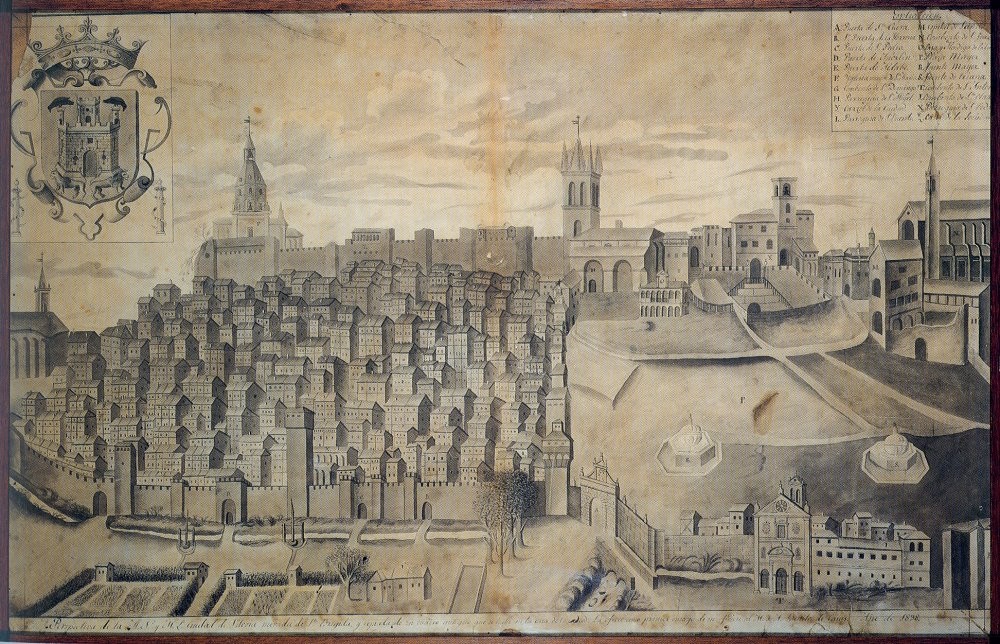
Gravat antic de la ciutat de Vitòria

Després de la crisi de l'Imperi Romà, arribaren a la zona on s'assenta Vitòria diverses tribus del nord d'Europa. En aquest context, el lloc va restar en una zona marginal entre els visigots (al sud) i els francs (al nord).
Tradicionalment s'ha afirmat que la ciutat anomenada Victoriacum, que fou fundada pel rei visigot Leovigild l'any 581, correspon a Vitòria. Aquesta afirmació es basa en el següent text:
| « | Anno V Tiberii, qui est Leovegildi XIII annus, […] Leovegildus rex partem Vasconiae occupat et civitatem, quae Victoriacum nuncupatur, condidit. | » |

No obstant això, aquesta dada no està suficientment provada i experts historiadors opinen que Victoriacum no estava en l'actual Vitòria o antiga Gasteiz sinó en una zona propera, probablement als peus del Gorbeia on hi ha un poble anomenat Vitoriano al municipi alabès de Zuia. A. Barbero i M. Vigil opinen que també va poder tractar-se de l'oppidum d'Iruña, la Veleia de Ptolemeu, complex romà de gran importància situat en terres alabeses, a 11 km de Vitòria.

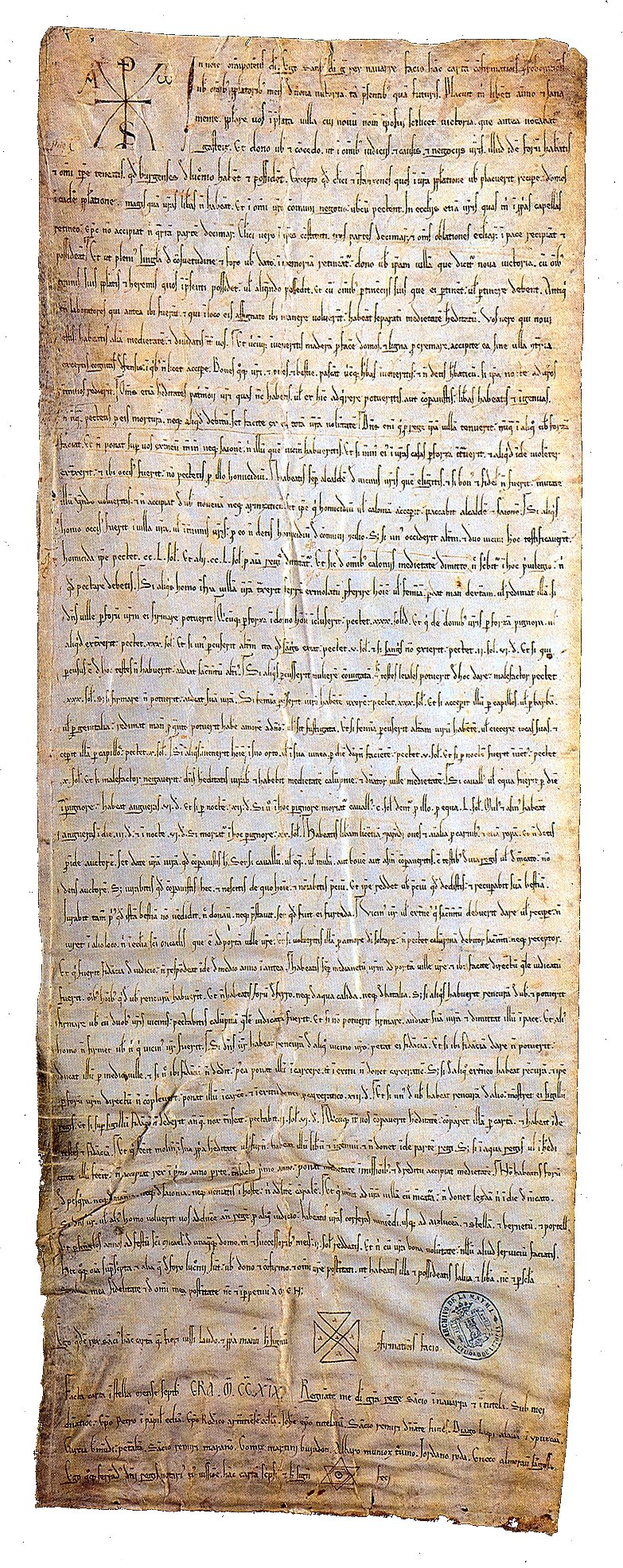
Carta fundacional de Vitòria.

Treballs arqueològics realitzats recentment a la ciutat apunten a la presència de francs, i no visigots, a la zona, dificultant la identificació de Victoriacum com Vitòria. No existeixen moltes restes arqueològiques d'aquesta època, però sembla que va haver-hi assentaments francs permanents a la rodalia de l'actual ciutat. Per exemple, en el jaciment d'Aldaieta (Nanclares de Gamboa) s'han trobat tombes adornades seguint els costums francs. Es creu que aquest assentament data entre els segles vi i viii. De la mateixa manera, els objectes oposats en les excavacions realitzades sota la catedral de Santa María de Vitòria semblen ser d'aquesta cultura. És més, després d'examinar les característiques d'aquests objectes es pot afirmar que són del segle VIII o posteriors.
De qualsevol manera, no sembla que la influència, sigui visigoda o franca, fos important a la zona de Vitòria. Segons mostra la reja de San Millán de la Cogolla, en el segle xi la majoria de topònims de la Planada Alavesa, on es troba Vitòria, eren d'origen basc incloent alguns altres d'origen romanç. La reixa de San Millán és un document de l'any 1025 que llista una sèrie de poblacions que pagaven delmes al monestir de San Millán. El primer esment documentat d'un llogaret denominat Gastehiz es troba en aquest document, encara que no se cita la localització d'aquest llogaret. Aquest mateix document esmenta igualment moltes de les poblacions que componen actualment el municipi de Vitòria.
L'actual Vitòria va ser fundada pel rei navarrès Sanç VI el Savi l'any 1181 en el lloc de Gasteiz («...novum nomen imposui scilicet Victoria quae antea vocabatur Gasteiz...» / «...a la que vaig imposar el nou nom de Vitoria que abans s'anomenava Gasteiz») amb la denominació de Nova Victoria. L'origen de la fundació fou, de la mateixa manera que en altres ciutats de la zona (Antoñana, Bernedo, Lapuebla de Arganzón, Laguardia), la necessitat per part del rei navarrès de crear una línia defensiva contra el regne de Castella.
Segons estudis recents, el poblat de Gasteiz comptava amb una muralla defensiva cent anys abans de la fundació de Victoria per Sanç VI.
Aquesta muralla va ser anys més tard decisiva en el setge de vuit mesos amb el qual les tropes del rei Alfons VIII van poder prendre el control de la ciutat. De tal manera que l'any 1200 pas ja a dependre de Castella.
El mateix rei castellà la va dotar del seu primer eixample gòtic en el vessant oest. Alfons X el Savi la va estendre en 1256 cap a l'est amb nous carrers gremials. Enric III, en 1399, concedeix a la ciutat dues fires franques.
Va ser important el seu call, abans de l'expulsió dels hebreus ordenada pels Reis Catòlics: el vell cementiri jueu encara es conserva en forma de parc (Judizmendi) amb un monument commemoratiu del seu passat. En 1431, el rei Joan II de Castella li va atorgar el títol de ciutat. En 1463 va ser una de les cinc viles fundadores de la Germandat d'Àlaba juntament amb Sajazarra, Miranda de Ebro, Pancorbo i Salvatierra. En 1466 Enric IV de Castella va concedir a la ciutat el títol de lleial i en 1470 Ferran el Catòlic la nomenà molt lleial.
El 22 de setembre de 1483 Isabel I jura els furs i privilegis de la ciutat al Portal d'Arriaga.

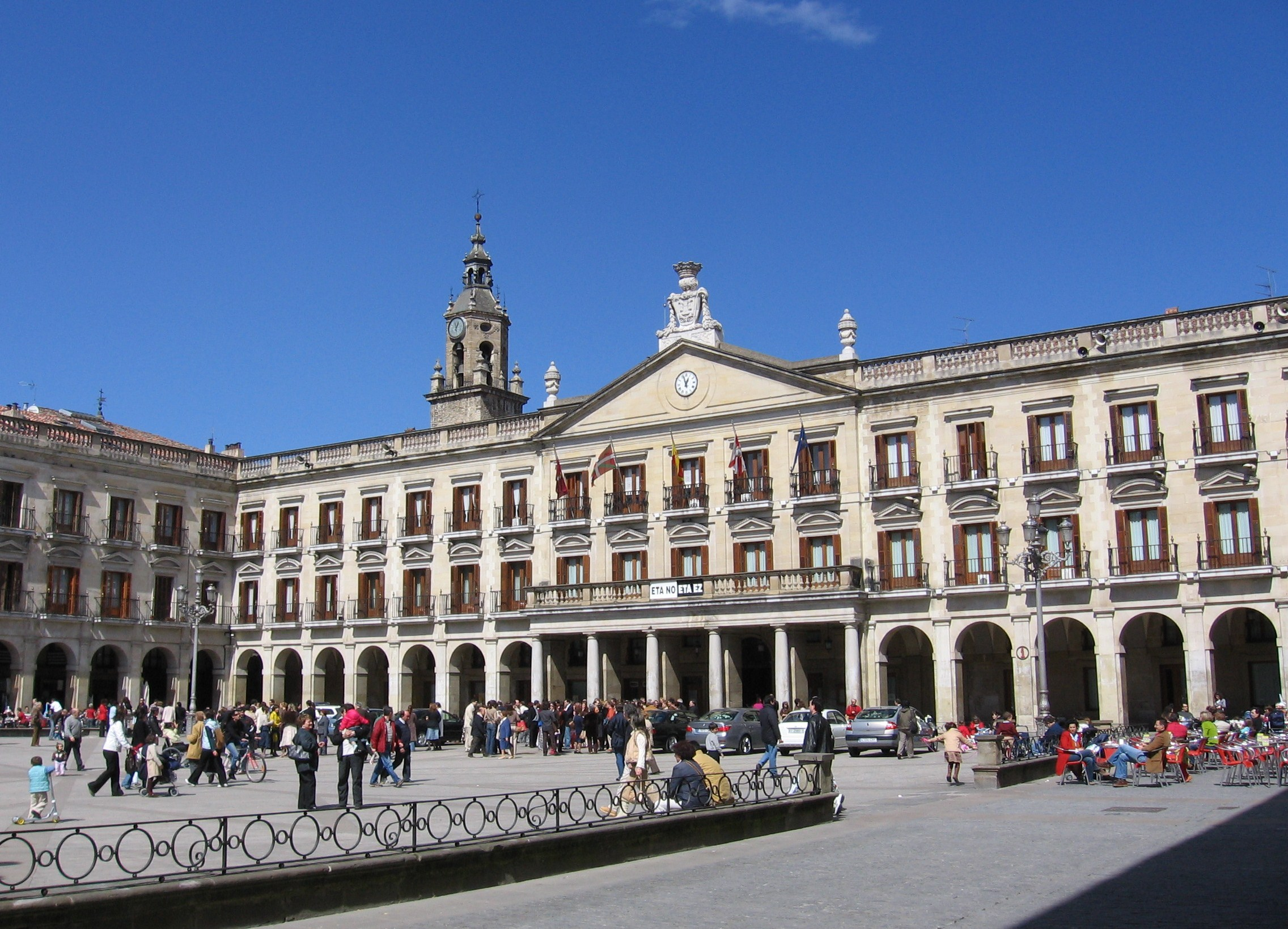
Ajuntament a la Plaça d'Espanya.

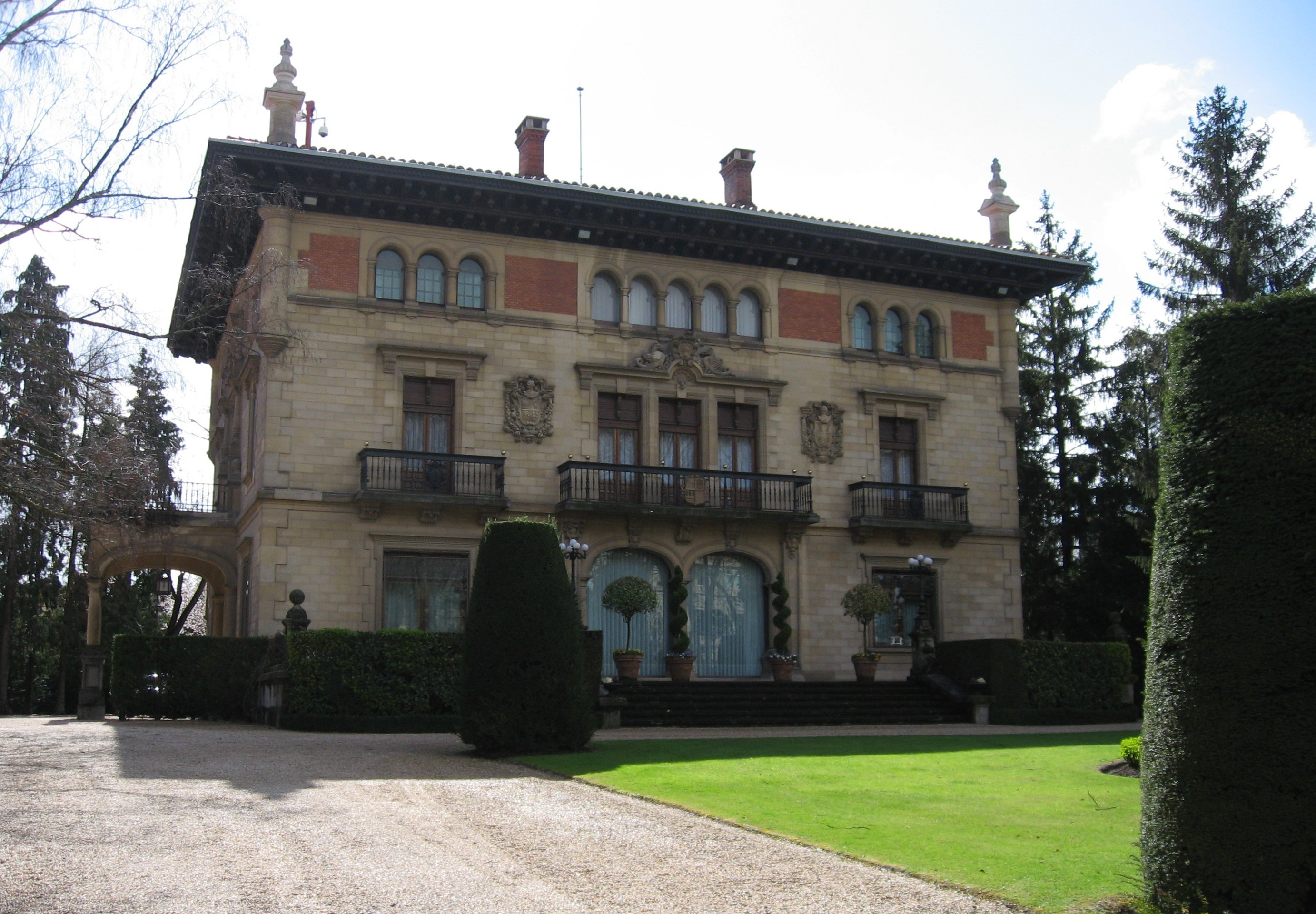
Palau d'Ajuria Enea, residència del lehendakari.

Controvèrsia arqueològica-històrica: Els estudis arqueològics sobre una petita superfície a l'interior de la catedral han donat amb una anàlisi del C14 (datació amb Carboni 14) que situa la construcció de la muralla a de finals del segle xi (cent anys abans de la fundació de la vila pel rei navarrès Sanç el Savi), no obstant això, molts historiadors experts en Furs medievals no recolzen aquesta tesi. Els furs atorgats pels reis, o estament jurídic, permetia la construcció de muralles i guarnició però no podia existir un recinte de 20 torres com interpreten el seu cèrcol emmurallat, sense el consentiment reial en forma jurídica. Vitòria-Gasteiz va ser creada com a tinença defensiva juntament amb Zaitegi (1187), amb la finalitat de protegir la nova frontera que s'havia creat després del tractat amb Castella de 1179. L'existència d'algun tram de muralla anterior només pot ser defensat des del punt de vista arqueològic però manca de fonament històric.

### Edat Moderna
El 22 de gener de 1522, va arribar a Vitòria la notícia que Adrià d'Utrecht, que es trobava en aquest moment a la ciutat allotjat en la Casa del Cordón, havia estat triat nou Papa 13 dies abans. El futur Adrià VI romandria a la capital alabesa poc més d'un mes, exercint com regent d'Espanya i preparant Navarra per a la defensa enfront de la invasió francesa.
En 1615, amb motiu de les noces reals, es van allotjar a la ciutat Anna d'Àustria, reina de França, i Isabel de Borbó, esposa del futur Felip IV.
Durant la guerra del Rosselló, Vitòria, així com gran part del País Basc, va ser ocupada per un curt període per les tropes franceses, les quals van avançar fins a Miranda de Ebro. Aquesta ocupació va concloure amb la Pau de Basilea que va posar fi al conflicte.

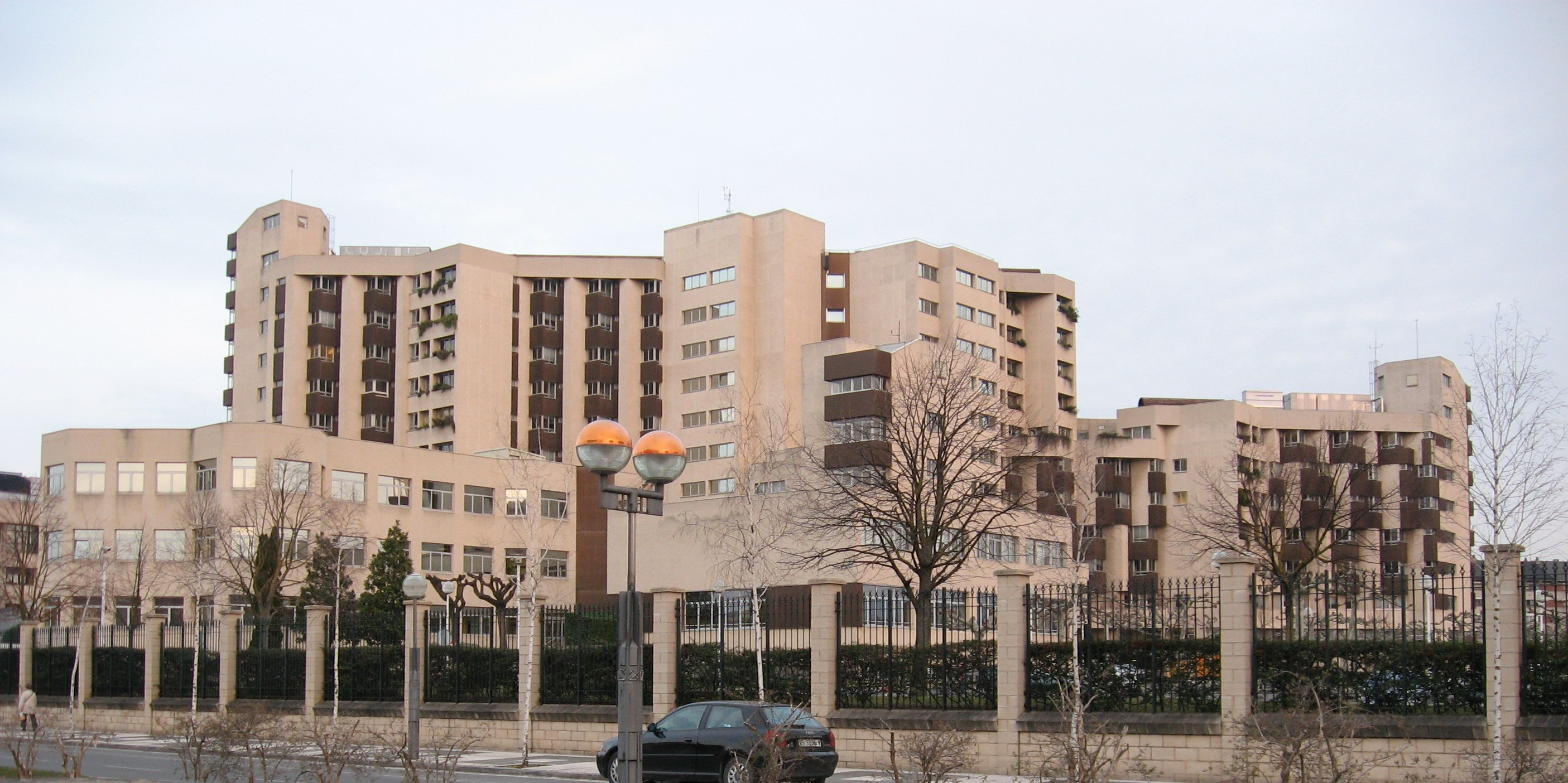
Vista parcial del Govern Basc al barri de Lakua.

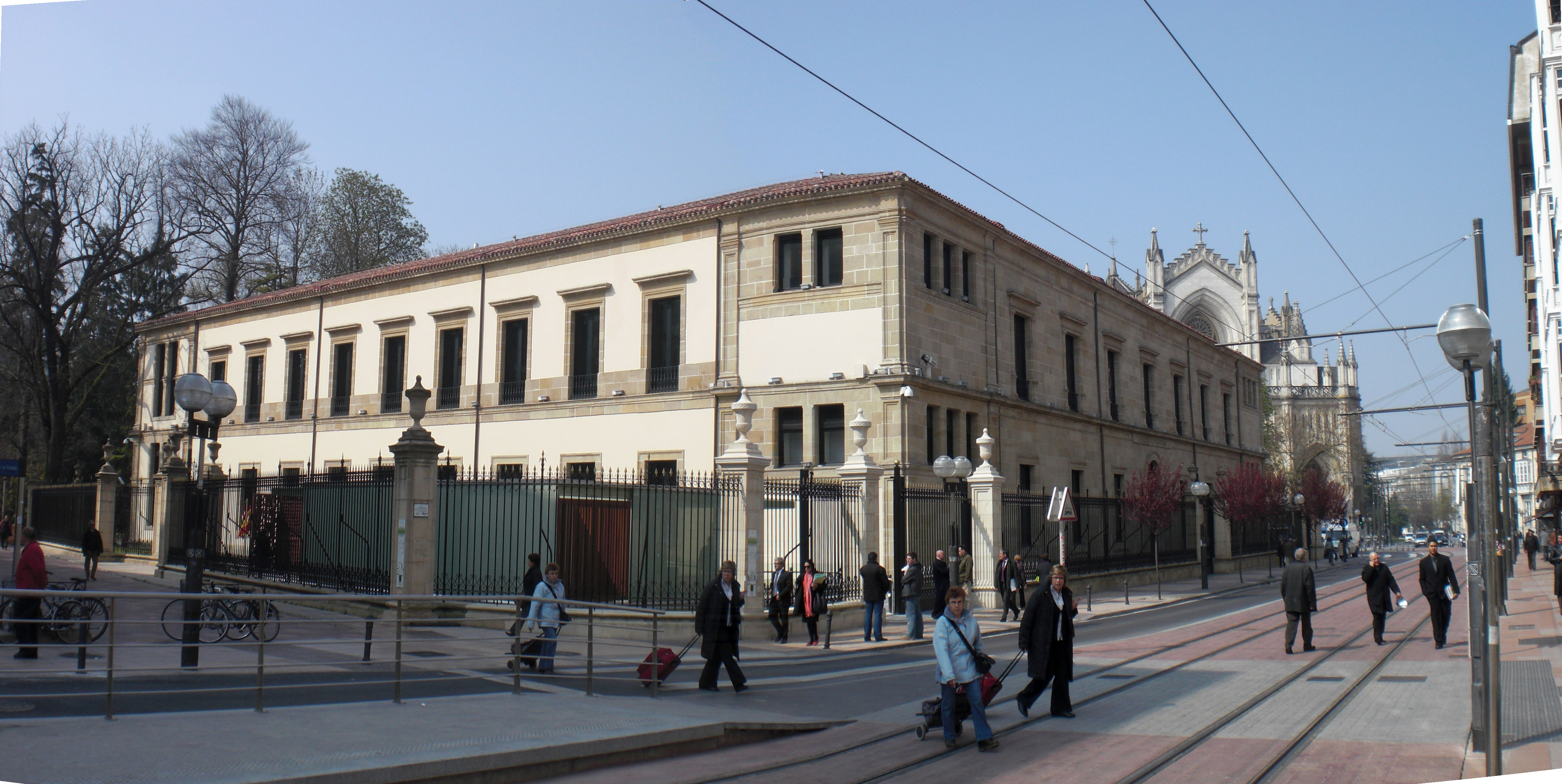
Parlament Basc al centre de la ciutat.

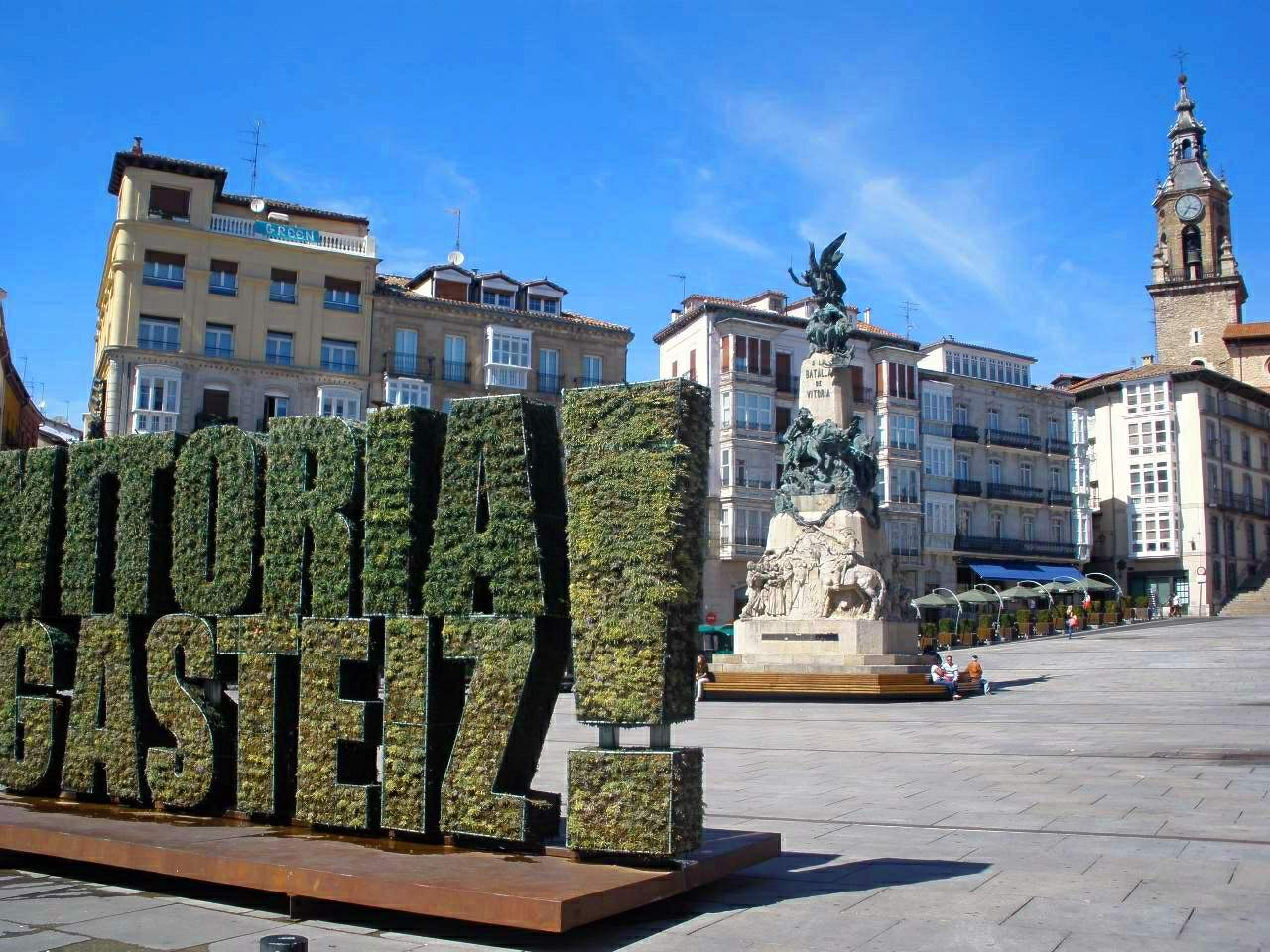
Símbol vegetal de la Capitalitat Verda Europea.

### Seglexix
El 13 d'abril de 1808, Ferran VII d'Espanya es va allotjar a la Casa Consistorial mentre es dirigia a Baiona, on tindrien lloc les famoses abdicacions. A l'alba del 19 d'abril, una immensa gentada omplia l'actual carrer Mateo de Moraza per impedir aquest viatge, arribant a tallar els tirants del carruatge, per la qual cosa va haver de partir de Vitòria precedit de la cavalleria francesa.
Entre el 5 i 9 de novembre, Napoleó Bonaparte va pernoctar a la casa Etxezarra de la capital alabesa en el seu camí cap a Madrid per col·locar al seu germà, Josep, en el tron d'Espanya. Josep havia fet del palau de Montehermoso el seu palau reial particular durant la retirada precedent després de la derrota en Bailén.
Entre els esdeveniments històrics més destacats està el d'haver estat escenari de la batalla de Vitòria el 21 de juny de 1813, en la qual les tropes franceses, movent-se en retirada, van ser derrotades pel Duc de Wellington al costat de l'alabès General Álava. Com a resultat de la contesa, Josep Bonaparte fugí perdent gairebé tot el botí robat. Amb aquesta batalla es va posar fi pràcticament a la Guerra del Francès. Hi ha un monument a aquesta batalla a la plaça principal de la ciutat (la Plaza de la Virgen Blanca), conegut com el Monument a la Independència.

Quan a la fi de juliol del mateix any va arribar la notícia a Viena, Johann Nepomuk Mälzel va encarregar Ludwig van Beethoven la composició d'una simfonia amb motiu d'aquest fet. Es tracta del op. 91 Wellingtons Sieg o *Die Schlacht bei Vitòria o Siegessymphonie.
En 1843, va arribar l'autorització per construir l'Institut d'Ensenyament Mitjà, seu actual del Parlament Basc i anteriorment el convent de Santa Clara. L'any acadèmic de 1853-1854 van començar les classes culminant així un vell somni de la ciutat. El vell Institut d'Ensenyament Mitjà va ser testimoni de bona part de la vida cultural d'aquesta ciutat. Cal recordar, entre altres coses, la Universitat Lliure, creada arran de la revolució de 1868. Aquesta Universitat va funcionar a partir de 1869, truncant-se abans de començar el curs 1873–1874, en gran part per culpa de la segona guerra carlista. Cal recordar els noms de Ricardo Becerro de Bengoa, Julián Apraiz, Federico Baraibar Zumárraga, etc. Aquest últim (1851–1918) fou un gran hel·lenista i un dels primers que va impartir-hi classes extraescolars de basc a Vitòria.
La riquesa cultural i educativa durant la segona meitat del segle xix li va valer a Vitòria l'apel·latiu d'Atenes del Nord.

### Segle XX
De començaments de segle i fins a la dècada dels 50, Vitòria és una petita ciutat, amb poca indústria i molt conservadora, la qual cosa explica els relativament pocs incidents en la guerra civil llevat l'afusellament del seu alcalde republicà Teodoro González de Zárate.
A partir de la dècada de 1950, a la ciutat es va iniciar una forta industrialització que produiria una transformació de la ciutat en tots els aspectes, sobretot els demogràfics i socials, passant a ser d'una petita ciutat de serveis i administració a una ciutat industrial que va batre rècords de creixement demogràfic relatiu en tot l'Estat, en els anys 60, amb un percentatge més gran del 40%. Així, de la dècada dels 60 als 70 gairebé va duplicar la seva població, per la gran quantitat de treballadors immigrants rebuts.
La ciutat de Vitòria, antany caracteritzada per les seves tradicions conservadores, va canviar, donant-s'hi els episodis més dramàtics de la Transició Espanyola. Com els esdevinguts a l'Església de San Francisco de Asís, al barri de Zaramaga, que va ser escenari el 3 de març de 1976 de la massacre del 3 de març, on la policia va disparar contra una assemblea de treballadors. El desallotjament de l'església en la qual se celebrava una assemblea va acabar amb l'ametrallament dels assemblearis per part de la policia, la qual cosa va causar la mort de 5 civils pels trets i ferides de bala a més d'un centenar.
El 20 de maig de 1980, Vitòria es va convertir en capital oficiosa (és a dir, a efectes administratius, i de forma no oficial) de la Comunitat Autònoma del País Basc per decisió del Parlament Basc, que així ho va acordar per mitjà de la seva Llei de Seus. Així, Vitòria és capital de la província d'Àlaba i de la Comunitat Autònoma Basca i seu de la Diputació Foral d'Àlaba,de les Juntes Generals d'Àlaba, del Govern Basc i del Parlament Basc.
Avui Vitòria és Capital Verda Europea (European Green Capital).

## Política
Composició del ple de l'Ajuntament de Vitòria des de les eleccions de 1979
| Nombre                                                                          | Legislatura | Legislatura | Legislatura | Legislatura | Legislatura | Legislatura            | Legislatura            | Legislatura         |
| Nombre                                                                          | 1979–1983   | 1983–1987   | 1987–1991   | 1991–1995   | 1995–1999   | 1999–2003              | 2003–2007              | 2007–2011           |
| Partit Nacionalista Basc (EAJ-PNV)                                              | 10          | 11          | 2           | 8           | 9           | (7)                    | (9)                    | 6                   |
| Partit Popular del País Basc (PP) / Coalició Popular / Coordinadora Independent | 3           | 4           | 2           | 2           | 5           | 9                      | 9                      | 9                   |
| Partit Socialista d'Euskadi-Euskadiko Ezkerra (PSE-EE) / PSOE (PSE-EE-PSOE)     | 6           | 9           | 6           | 6           | 4           | 5                      | 7                      | 9                   |
| Euskadiko Ezkerra (EE)                                                          | 0           | 1           | 2           | 0           | ~           | ~                      | ~                      | ~                   |
| Eusko Alkartasuna (EA)                                                          | ~           | ~           | 10          | 1           | 0           | (coalició amb EAJ-PNV) | (coalició amb EAJ-PNV) | 1                   |
| Euskal Herritarrok (EH) / Herri Batasuna (HB)                                   | ~           | 2           | 3           | 3           | 2           | 3                      | (il·legalitzat)        | (il·legalizat)      |
| Ezker Batua-Berdeak (EB-B) / Partit Comunista d'Euskadi (EPK-PCE)               | 0           | 0           | 0           | 0           | 2           | 1                      | 2                      | (2)                 |
| Unió de Centre Democràtic (UCD)                                                 | 8           | ~           | 2           | ~           | ~           | ~                      | ~                      | ~                   |
| Unidad Alavesa (UA)                                                             | ~           | ~           | ~           | 7           | 5           | 2                      | 0                      | ~                   |
| Aralar                                                                          | ~           | ~           | ~           | ~           | ~           | ~                      | 0                      | (coalició amb EB-B) |

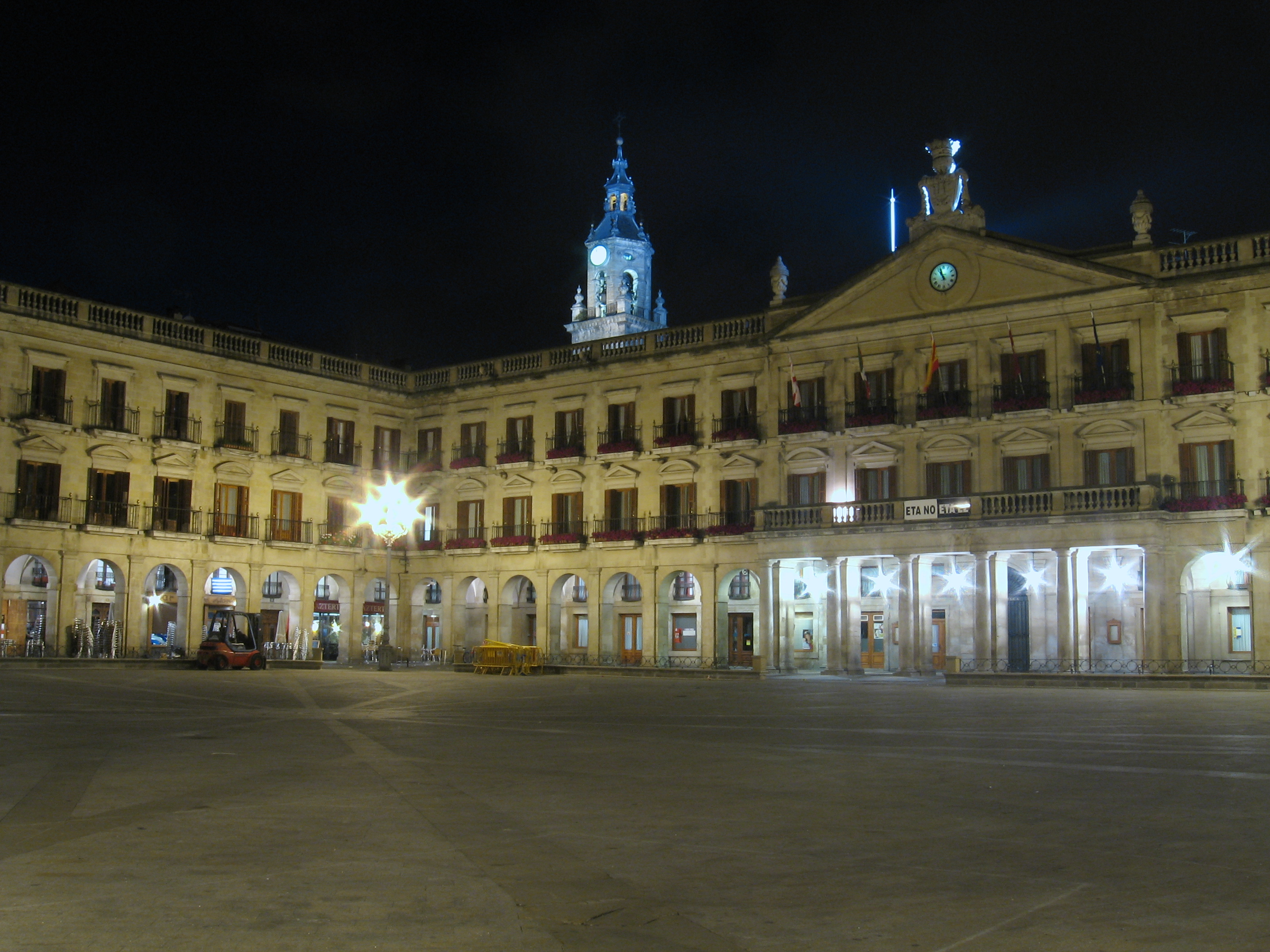
Edifici de l'Ajuntament de Vitòria.

Distribució de l'Ajuntament després de les municipals del 2015
| Partits polítics en l'Ajuntament de Vitòria                 |          |
| Partit polític                                              | Regidors |
| Partit Popular del País Basc (PP)                           | 9        |
| Bildu                                                       | 6        |
| Partit Nacionalista Basc (EAJ/PNV)                          | 5        |
| Partit Socialista d'Euskadi-Euskadiko Ezkerra (PSE-EE/PSOE) | 4        |
| Sumando-Hemen Gaude                                         | 2        |
| Irabazi                                                     | 1        |

## Alcaldes
L'actual alcalde és Gorka Urtaran, des del 2015. Des de la democràcia els alcaldes que ha tingut Vitòria han estat:
| Alcalde                   | Inici del mandat | Fi del mandat | Partit                                                                          |
| José Ángel Cuerda Montoya | 1979             | 1999          | Partit Nacionalista Basc (1979-1987 I 1991-1999); Eusko Alkartasuna (1987-1991) |
| Alfonso Alonso Aranegui   | 1999             | 2007          | Partit Popular del País Basc (PP)                                               |
| Patxi Lazcoz Baigorri     | 2007             | 2011          | Partit Socialista d'Euskadi - Euskadiko Ezkerra (PSE-EE/PSOE)                   |
| Javier Maroto Aranzábal   | 2011             | 2015          | Partit Popular del País Basc (PP)                                               |
| Gorka Urtaran Agirre      | 2015             | En el càrrec  | Partit Nacionalista Basc (EAJ-PNV)                                              |

## Cultura i turisme
La cultura forma part intrínseca de la ciutat, on hi ha un bon nombre de museus i galeries d'art: el nou Museu Basc d'Art Contemporani "ARTIUM", el Museu de Belles Arts, el Museu d'Arqueologia, el Museu de Naips amb la col·lecció d'Heraclio Fournier, etc.
El barri medieval, situat dalt del turó originari, compta amb joies arquitectòniques com els palaus de Bendaña, Eskoriatza-Ezkibel, Villa Suso, etc., diverses esglésies com Sant Miquel, Sant Vicenç i Sant Pere i, sobretot, la catedral de Santa Maria (segles xiii-xv), molt malmesa i tancada al culte per obres de restauració des de fa molts anys. Aquesta darrera és coneguda com la Catedral Vella en contraposició a la de Maria Immaculada o Catedral Nova, situada a l'eixample neoclàssic de la ciutat baixa, on també destaquen la Plaza Nueva i Los Arquillos, la Plaza de la Virgen Blanca i el parc de La Florida.

## Fills il·lustres
- Santos Laspiur (1871-1955), pianista i professor de música

## Oci
A Vitòria hi té lloc cada any un important Festival de Jazz Internacional (del 10 al 16 de juliol). Les festes de La Blanca (o La Virgen Blanca), l'animada festa major, s'hi celebren del 4 al 9 d'agost i són obertes i tancades per la baixada i pujada del Zeledon o Celedón.
Vitòria també és la seu de dos coneguts clubs esportius: el club de futbol Deportivo Alavés, que juga a la Primera Divisió de la Lliga, i el Baskonia, un club de bàsquet de la lliga de l'ACB.

## Economia
L'economia de Vitòria està molt diversificada i la ciutat és la seu de moltes empreses i indústries multinacionals, com ara la Mercedes Benz. Segons un estudi, la ciutat és la segona de tot l'estat en qualitat de vida després de Girona, i la primera pel que fa a àrees verdes i espais culturals per capita.

## Transport urbà
Per a més informació vegeu TUVISA i Tramvia de Vitòria.
L'ampliació de la ciutat amb macro-districtes tant pel nord (Lakua), com per l'est (Salburua i San Tomas) i per l'oest (Zabalgana i Mariturri) han fet de Vitòria una ciutat que comença a afrontar reptes molt importants en el que a la gestió de la seva mobilitat interna es refereix. Un dels vèrtexs d'aquesta gestió ho està duent a terme TUVISA (Transportes Urbanos de Vitoria Sociedad Anónima) que en els últims tres anys i mig va ampliar la xarxa de línies d'autobusos urbans de 13 a 18, així com les seves freqüències de pas, fins que finalment s'ha realitzat un canvi total en totes línies modificant traçat i freqüència. Avui compta amb 9 línies diürnes, 3 especials i 6 nocturnes. A aquest transport se suma el tramvia a través d'Euskotran amb 2 línies més.

### Línies de tramvia[10]
| línia   | Nom                        | Destí Sentit Anada | Destí Sentit Tornada | Estacions | Freqüència                  |
| ------- | -------------------------- | ------------------ | -------------------- | --- | --------------------------- |
| Línia 1 | Tramvia de VitòriaLínia 1  | Angulema           | Ibaiondo             | Angulema, Parlamento, Lovaina, Sancho el Sabio, Europa, Honduras, Euskal Herria, Txagorritxu, Wellington, Lakuabizkarra, Landaberde i Ibaiondo.                       | 15 minuts (7 al ramal comú) |
| Línia 2 | Tramvia de Vitòria Línia 2 | Angulema           | Abetxuku             | Angulema, Parlamento, Lovaina, Sancho el Sabio, Europa, Honduras, Intermodal, Portal de Foronda, Gernikako Arbola, Arriaga, Artapadura, Kañabenta, Kristo i Abetxuko. | 15 minuts (7 al ramal comú) |

Ampliació del tramvia cap a l'Est
El març de 2012 el Govern Basc i l'Ajuntament de Vitòria expressaven la seva intenció d'ampliar per a l'any 2015 el traçat del tramvia, amb una nova línia que partiria des de la parada final del carrer Angulema fins al carrer Obispo Ballester, al barri d'Aranbizkarra, pels carrers Federico Baraibar, José Mardones i Los Herrán. S'hi afegirien 2 km i 6 estacions que donarien servei a més de 70.000 habitants. En un futur més llunyà, aquesta mateixa línia podria donar servei al barri de Salburua.

Plànol esquemàtic de línies d'autobús i tramvia (T) de Vitòria.

Plànol del Tramvia de Vitòria.

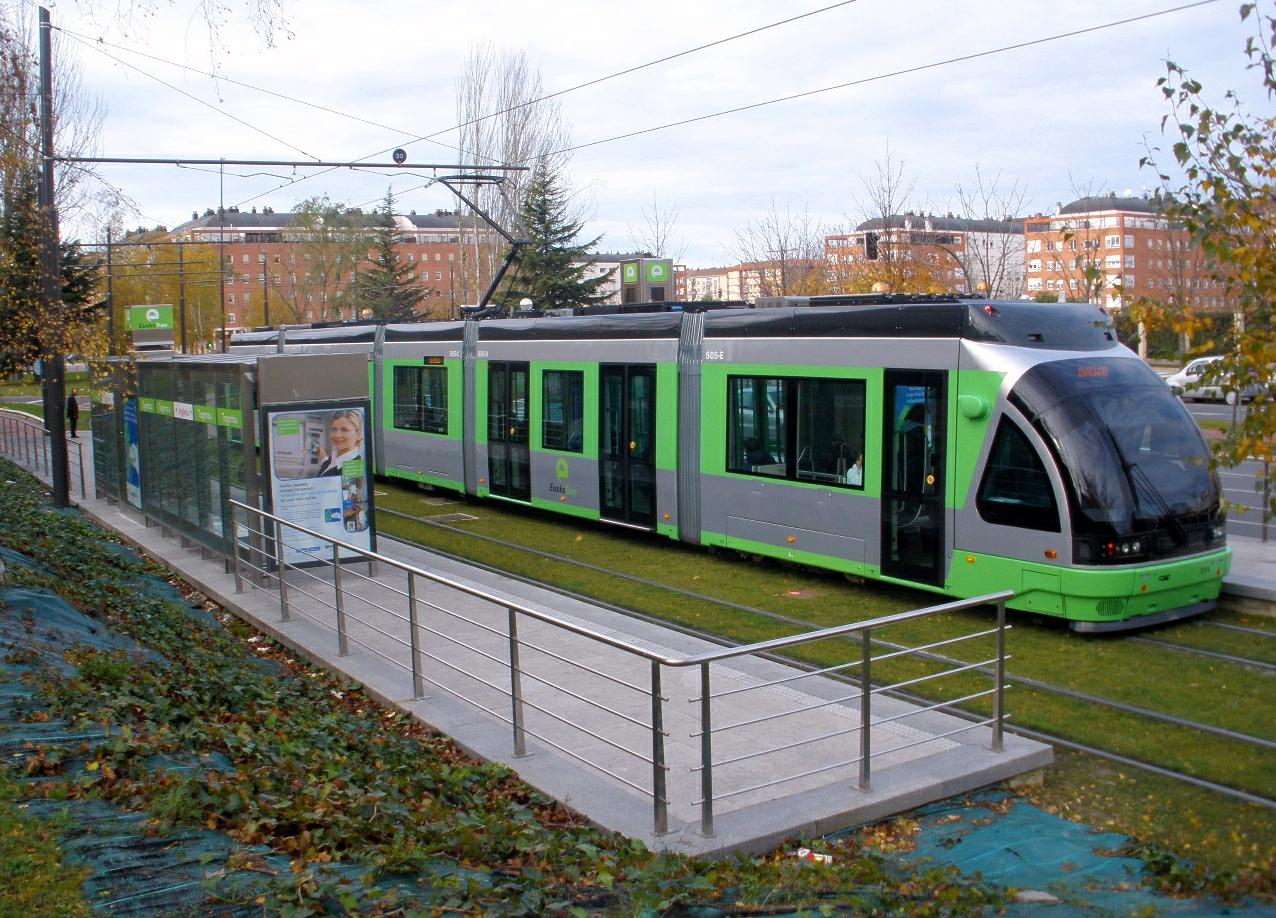
El tramvia de Vitoria.

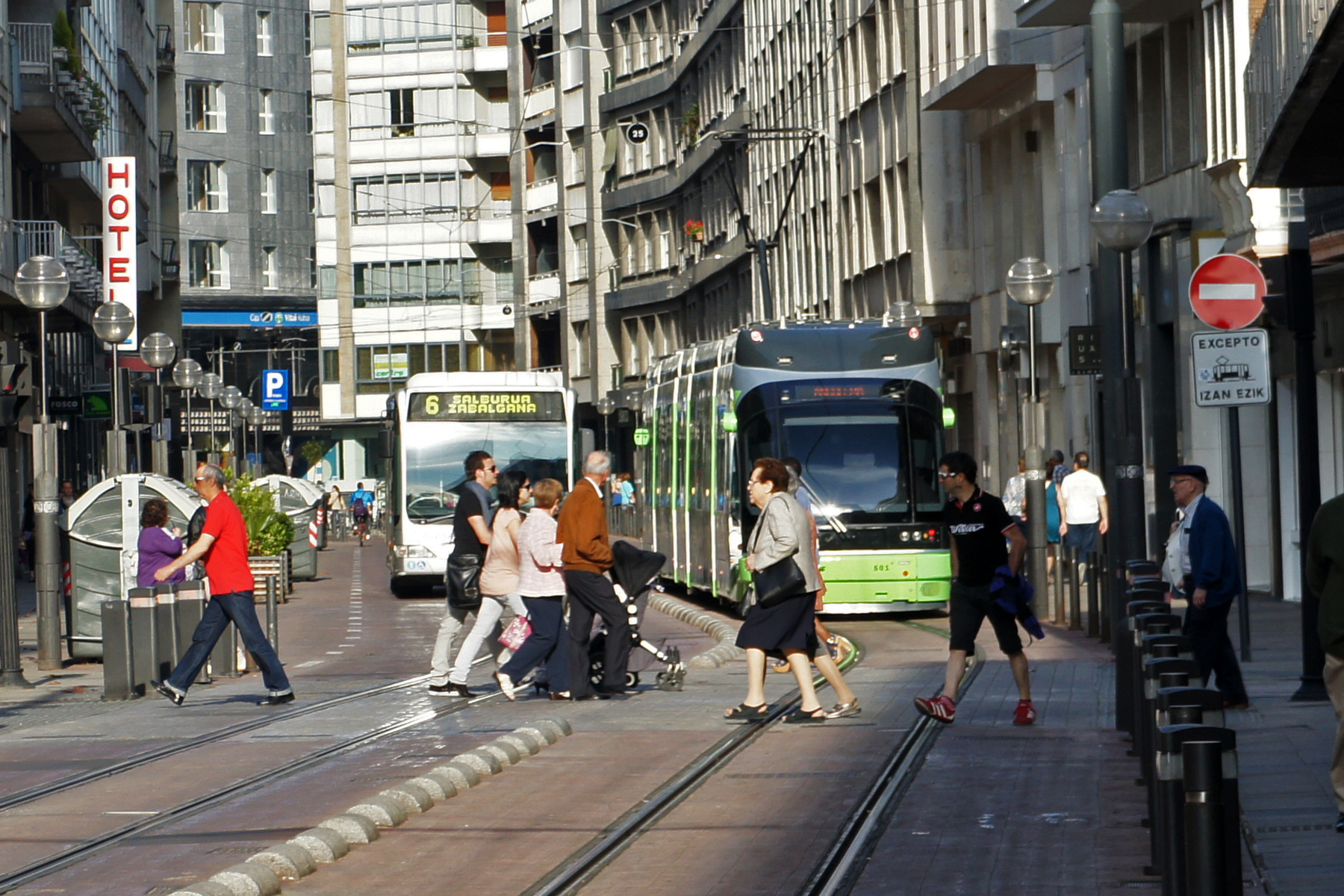
Autobús urbà i tramvia al centre de la ciutat.

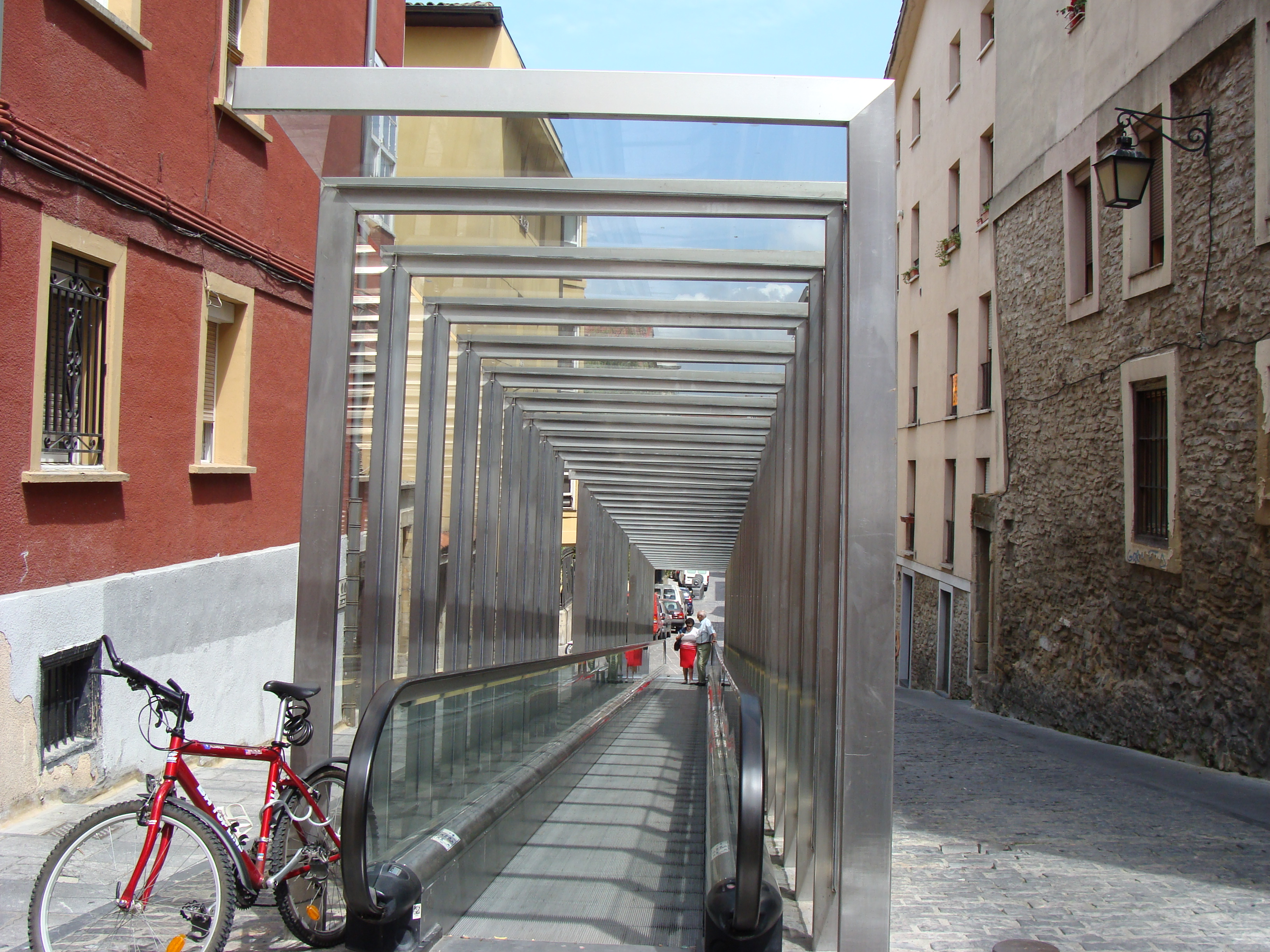
Andana mecanitzada als carrers amb pendent del nucli antic de Vitòria

### Línies d'autobús urbà[14]
A Vitòria hi ha 9 línies diürnes, 2 especials i 4 extensions.
| Línia | Recorregut                | Horari laborables (I) | Horari dissabtes (II) | Horari festius (III) | Freqüència (I/II/III)       | Servei minusvàlids |
| ----- | ------------------------- | --------------------- | --------------------- | -------------------- | --------------------------- | ------------------ |
| 1     | Circular                  | 6:10 a 22:20          | 7:00 a 23:25          | 8:00 a 22:15         | 10'/15'/15'                 | Accessible         |
| 2A    | Periférica                | 6:00 a 22:10          | 7:00 a 23:20          | 8:00 a 22:20         | 10'/15'/20'                 | Accessible         |
| 2B    | Periférica                | 6:00 a 22:10          | 7:00 a 23:20          | 8:00 a 22:20         | 10'/15'/20'                 | Accessible         |
| 3     | Betoño-Zumaquera          | 5:20 a 22:00          | 6:50 a 23:00          | 8:00 a 22:00         | 15'/15'-30'/30'             | Accessible         |
| 4     | Lakua-Mariturri           | 5:10 a 22:10          | 6:45 a 23:05          | 8:00 a 22:20         | 10'/15'/20'                 | Accessible         |
| 5     | Salburua-Sansomendi       | 5:10 a 22:15          | 6:55 a 23:15          | 8:00 a 22:20         | 10'/15'/20'                 | Accessible         |
| 5A    | Salburua-Asteguieta       | 5:30 a 22:00          | 7:00 a 23:00          | 8:15 a 22:15         | 30'/30'-60'/60'             | Accessible         |
| 5B    | Salburua-Júndiz (Ariñez)  | 5:10 a 22:05          |                       |                      |                             | Accessible         |
| 5C    | Lanzadera Júndiz Norte    | 5:10 a 22:05          |                       |                      |                             | Accessible         |
| 6     | Zabalgana-Arkayate        | 5:10 a 22:00          | 7:00 a 23:00          | 8:00 a 22:00         | 10'/15'/20'                 | Accessible         |
| 6A    | Lanzadera Aldaia          | 7:10 a 22:30          | 7:15 a 23:30          | 8:20 a 22:40         | 10'/15'/20'                 | Accessible         |
| 7     | Sansomendi-Salburua       | 5:10 a 22:00          | 6:50 a 23:05          | 8:00 a 22:20         | 10'/15'/20'                 | Accessible         |
| 8     | Unibertsitatea            | 6:10 a 22:20          | 7:00 a 23:20          | 8:00 a 22:20         | 10'/15'/15'                 | Accessible         |
| 9     | Gamarra-Zumaquera         | 5:28 a 22:13          | 6:58 a 22:48          | 8:15 a 22:15         | 15'/15'-60'/60'             | Accessible         |
| E1    | Cementerio de El Salvador | 16:00 a 17:00         | 16:00 a 18:00         | 9:00 a 18:00         |                             | Accessible         |
| E3    | Buesa Arena               |                       |                       |                      | Dies de partit del Baskonia | Accessible         |

Les Línies del servei d'autobusos urbans nocturns (gautxori), són les següents:
- Línia 1 – Lakua—Abetxuko
- Línia 2 – Adurtza—Errekaleor
- Línia 3 – Armentia—Zabalgana
- Línia 4 – Sansomendi—Lakua
- Línia 6 – Salburua—Aranbizkarra

Aquestes línies funcionen durant tota la nit els divendres, els dissabtes i les vigílies de festius.
Vitòria també compta amb la seva particular flota de taxis, que cobreixen amb parades permanents la ciutat i l'aeroport.
Vitòria té una extensa xarxa de carrils bicis, encara que inconnexos en alguns llocs. El seu actual Pla de Mobilitat Urbana vol connectar-los i ampliar-ho, per arribar a un total de 145 km de bidegorris (carrils bici) i bandes ciclables, per tal els ciclistes —molt nombrosos a la ciutat, sobretot a l'estiu— puguin desplaçar-se per la ciutat amb bicicleta amb comoditat.
Alguns carrers amb pendents relativament forts compten amb andanes mecanitzades teulades per a ús dels vianants, tal com pot veure's en la imatge, una iniciativa poc freqüent en la majoria de les ciutats del món i que beneficia molt especialment les persones de la tercera edat.

### Transport Interurbà Regional[15]
Actualment hi ha més de 20 línies regulars d'autobusos interurbans que connecten Vitòria amb alguns municipis de la seva àrea funcional (Agurain, Dulantzi, Iruña Oka, Zuia…) i de la resta d'Àlaba.